# 札辻通
札辻通、札ノ辻通（ふだのつじどおり）は京都市の東西の通りの一つ。東は河原町通から西は西大路通までの全長約2.7km。九条通と十条通の間に位置する。

## 概要
通りの名は、かつて竹田街道にあった高札を掲示する「札ノ辻」に由来する。
東九条村の産土神である宇賀神社に至る「宇賀辻」の東南隅に江戸幕府（京都奉行所）の高札場が設けられ「札ノ辻」の名となった。
通り自体は、昭和に入ってからの土地区画整理により整備された比較的新しい通りであるが、既存の道（辻子）と重なる部分もあり、竹田街道の東側では、竹田街道札辻交差点に「宇賀神社参道」の道標が立ち、道標付近に建つ説明にはこの交差点から東の宇賀神社までが近代の地誌・案内書に示された「宇賀辻子」であると示している。
京阪国道（国道1号）以西は東行きの一方通行、以東は2車線の道路となっている。
沿道は住宅や小さな商店、中小企業が多い。

## 沿道の主な施設
- 宇賀神社（河原町西入上ル）
- ホテルアンテルーム京都（烏丸西入）
- 九条塔南小学校（大宮～櫛笥）
- 京都市南青少年活動センター（櫛笥北東）
- 南区役所（京阪国道上ル）
- イオン洛南ショッピングセンター（西大路～御前通東入）

## 交差する主な道路
- 河原町通（国道24号）
- 竹田街道（京都府道115号伏見港京都停車場線）
- 烏丸通
- 西洞院通
- 油小路通
- 大宮通
- 京阪国道（国道1号）
- 千本通
- 新千本通
- 西大路通（京都市道181号京都環状線）